# البيرت فوداي
البيرت فوداي (بالإنجليزية: Albert Foday)‏ (27 أبريل 1985 بفريتاون في سيراليون - ) هو لاعب كرة قدم سيراليوني في مركز الوسط. شارك مع منتخب سيراليون لكرة القدم. أما مع النوادي، فقد لعب مع نادي كالون ومايتي بارولي ‏ وMighty Blackpool F.C. ‏.

## وصلات خارجية
- البيرت فوداي على موقع قاعدة بيانات كرة القدم.إي يو (الإنجليزية)
- البيرت فوداي على موقع ناشيونال فوتبول تيمز (الإنجليزية)